# Kleinholthausen
Der Ort Kleinholthausen (früher auch: Lütgenholthausen) ist einer der kleineren Dortmunder Vororte und gehört zum Stadtbezirk Hombruch. Er liegt in der Senke des Kirchhörder Baches zwischen Hombruch im Norden, Brünninghausen im Osten, Kirchhörde im Süden und Löttringhausen im Westen. Zum 31. Dezember 2018 lebten 884 Einwohner in Kleinholthausen.

## Geschichte
Kleinholthausen wurde erstmals um 1347 als Lutken Holthuisen urkundlich erwähnt. Von 1349 bis 1360 wird Luttekenholthusen in Urkunden des Klosters Clarenberg genannt. 1428 erscheint der Ort als Kleynen Holthausen in einer Ortschaftstabelle. Im Jahr 1572 wurde erstmals der Storkes Hof zu Lütgenholthausen in einer Mallinckrodter Urkunde erwähnt. Ab dieser Zeit der Ortsname bis weit in das 20. Jahrhundert Lütgenholthausen genannt.
Kleinholthausen gehörte im Spätmittelalter und der Frühen Neuzeit in der eigenen Bauerschaft Lutkenholthuyssen, im Kirchspiel Kirchhörde und Amt Hörde (historisch) zur Grafschaft Mark. Laut dem Schatzbuch der Grafschaft Mark von 1486 hatten in der Bauerschaft 15 Steuerpflichtige Hofbesitzer zwischen 2 oirt und 4 Goldgulden an Abgabe zu leisten. Darunter der Hofbesitzer Arnt Storck mit 4 Goldgulden Abgabe. Im Jahr 1705 war im Kirspel Kirchhörde ein Storck zu Lütkeholthausen mit einer Abgabe an die Rentei Hörde im Kataster verzeichnet.
Die Deutung des Ortsnamens Holthausen kann mit bei den Häusern am Gehölz umschrieben werden.
Der bis zur Eingemeindung nach Dortmund 1929 zur Landgemeinde Kirchhörde gehörende Ort ist auch heute noch ländlich geprägt.
Am Rand von Kleinholthausen, angrenzend an Hombruch, wurde die Abraumhalde der Zeche Glückauf-Tiefbau – im Volksmund „Halde Gotthelf“ (nach dem gleichnamigen Schacht) genannt – zugänglich gemacht und bepflanzt. Die Halde bietet einen guten Ausblick über die südliche Dortmunder Innenstadt, die südlichen Dortmunder Vororte, Witten und das Ardeygebirge.
Einkaufsmöglichkeiten bieten sich nur in den umliegenden Orten. Kleinholthausen ist durch die Buslinie 447 (Huckarde-Hombruch-Hacheney) der DSW21 an das Verkehrsnetz angeschlossen.

## Bevölkerungsentwicklung
| Jahr | Einw. |
| ---- | ----- |
| 2003 | 888   |
| 2008 | 870   |
| 2013 | 859   |
| 2018 | 884   |